# احمد عوض بن عوف
احمد عوض بن عوف سپهبد و سیاستمدار است که پس از شرکت جستن در کودتای ۲۰۱۹ سودان به‌طور دو فاکتو رئیس کشور سودان بود. عوف پیشتر از فوریه تا آوریل ۲۰۱۹ معاون اول رئیس‌جمهور سودان بود.

## سابقه نظامی
عوف پیشتر رئیس اطلاعات ارتش و رئیس ستاد مشترک ارتش بود تا این که در سال ۲۰۱۰ از این مقام کنار گذاشته شد. او سپس سفیر سودان در عمان بود.
در سال ۲۰۰۷ آمریکا عوف را به خاطر اتهام نقش داشتن به عنوان رابط میان حکومت سودان و جنجویدها در جنگ دارفور و نیز ارتباط نزدیکش با ایران در فهرست افراد تحریم شده قرار داد. اتهامات موثقی وجود دارد که عوف عملیات‌های جنجویدها را که منجر به بمباران غیرنظامیان و حمله به روستاها، آواره سازی اجباری و تجاوز دسته جمعی شد هماهنگ کرده‌است. عوف در سال ۲۰۱۵ به عنوان وزیر دفاع سودان از سوی عمر البشیر منصوب شد.